# Mapuchemyia australis
Mapuchemyia australis är en tvåvingeart som först beskrevs av Aubertin 1930.  Mapuchemyia australis ingår i släktet Mapuchemyia och familjen vapenflugor. Inga underarter finns listade i Catalogue of Life.